# Rudolf Heidenhain
Rudolf Peter Heinrich Heidenhain (ur. 29 stycznia 1834 w Marienwerder, zm. 13 października 1897 we Wrocławiu) – niemiecki fizjolog.
Urodził się w rodzinie żydowskiego lekarza Heinricha Jacoba (1808-1868), który w 1832 przeszedł na luteranizm. Studiował medycynę w Halle i Berlinie, gdzie w roku 1854 zwieńczył swoją edukację medyczną pracą doktorską pt. "De nervis organisque centralibus cordis, cordiumque lymphaticarum ranae". Po otrzymaniu tytułu doktora został na uczelni w Berlinie jako asystent Emila du Bois-Reymonda. W 1856 roku wrócił do Halle i pracował w laboratorium Alfreda Wilhelma Volkmanna. W 1859 otrzymał katedrę fizjologii na Uniwersytecie we Wrocławiu, gdzie pozostał do końca swojej kariery naukowej. W roku akademickim 1872–1873 został wybrany rektorem uniwersytetu. Jego uczniami byli m.in. Carl Weigert i Iwan Pawłow. Syn Rudolfa Martin Heidenhain (1864-1949) był cenionym anatomem, a wnuk Adolf Heidenhain lekarzem -neurologiem.